# بوکوویک (آرانجلوواتس)
بوکوویک (به صربی: Bukovik) یک روستا در صربستان است که در آرانجلوواس واقع شده‌است. بوکوویک ۲٬۷۴۳ نفر جمعیت دارد.